# Сальхад (нохія)
Нохія Сальхад (араб. ناحية مركز صلخد) — нохія у Сирії, що входить до складу мінтаки Сальхад мухафази Ас-Сувейда. Адміністративний центр — місто Сальхад.
До нохії належать такі поселення:
- Сальхад → (Salkhad);
- Аль-Аннат → (al-Annat);
- Авас → (Awas);
- Аль-Карбіс → (al-Karbis);
- Імтан → (Imtan);
- Аль-Машкук → (al-Mashquq);
- Аль-Мунейдра → (al-Munaydhrah);
- Урман → (Urman);
- Аль-Уюн → (al-Uyun);
- Ар-Рафка → (al-Rafqah);

Нохія Сальхад на мапі мінтака Сальхад

- Сама-аль-Бардан → (Sama al-Bardan);
- Шаніра → (Shanirah);
- Тахула → (Tahulah).